# Taeko Ohnuki
Taeko Ōnuki (大貫妙子; 28 de noviembre de 1953) es una cantante y compositora japonesa.
Fue una de las cantantes del género City Pop.

## Biografía
Nació en Suginami, Tokio en 1953. Su padre era Kenichiro Ouchi, miembro de las Unidades Especiales de Ataque de Japón. 
En 1973, formó el grupo Sugar Babe junto a músicos tales como Tatsuro Yamashita y Kunio Muramatsu.  
Debido a que el estilo de música predominante en esa época era el hard rock, el público no los recibió con demasiada calidez y terminaron separándose apenas tres años después.
En 1976 después de la disolución de Sugar Babe, Taeko lanzó su primer álbum como solista: Gray Skies. Éste seguía teniendo su mismo tipo de sonido que el grupo al cual pertenecía. Su segundo álbum, Sunshower fue lanzado al año siguiente. Éste tenía un estilo diferente, el cual mezclaba música pop y jazz.  
Durante la producción de su tercer álbum trabajó en conjunto con el productor Eji Ogura, pero el proceso centrado en producir música comercial fue difícil para ella. Además, Mignonne no se vendió tan bien como se esperaba. Ella tomó un descanso de dos años de la música después.  
A partir de 1980 lanzó la trilogía de álbumes "Europa": Romantique, Aventure y Cliché, todos con un tipo de sonido más electrónico.  

## Carrera posterior
- En 1998, ganó el 21º Premio de la Academia de Japón por la Mejor Música en la película "Tokyo Byori".
- Desde el 5 de octubre de 2005, ella se desempeñó como DJ  en el programa "NIGHT STORIES" - "THE UNIVERSE" de la estación de radio FM J-WAVE en Tokio.
- El 2 de noviembre de 2006, se lanzó la banda sonora del juego Game Boy Advance, Mother 3, con la canción "WE MISS YOU ~ THEME OF LOVE ~", en la cual participaba Ohnuki.
- En 2006, cantó el tema principal de Animal Crossing: La película basada en el videojuego Animal Crossing.[6]
- En 2009, Ohnuki hizo un cover de la canción de Eiichi Ohtaki "Kimi wa Tennen Shoku" para el álbum A Long Vacation From Ladies .[7]

## Discografía
| Álbum                                    | Año  | Sello discográfico    |
| ---------------------------------------- | ---- | --------------------- |
| Grey Skies [グレイ・スカイズ]            | 1976 | Panam                 |
| Sunshower [サンシャワー]                 | 1977 | Panam                 |
| Mignonne [ミニヨン]                      | 1978 | RCA                   |
| romantique [ロマンティーク]              | 1980 | RCA                   |
| AVENTURE [アヴァンチュール]              | 1981 | RCA                   |
| Cliche [クリシェ]                        | 1982 | RCA                   |
| SIGNIFIE [シニフィエ]                    | 1983 | Dear Heart            |
| カイエ                                   | 1984 | Dear Heart            |
| コパン [copine]                          | 1985 | Dear Heart            |
| Comin' Soon [カミング・スーン]           | 1986 | Dear Heart            |
| アフリカ動物パズル                       | 1986 |                       |
| A Slice of Life [スライス・オブ・ライフ] | 1987 | Dear Heart, Midi Inc. |
| PURISSIMA [プリッシマ]                   | 1988 | Midi Inc.             |
| NEW MOON                                 | 1990 | Midi Inc.             |
| DRAWING                                  | 1992 | Eastworld             |
| Shooting star in the blue sky            | 1993 | Eastworld             |
| TCHAU [チャオ！]                         | 1995 | Eastworld             |
| LIVE '93 Shooting star in the blue sky   | 1996 |                       |
| pure acoustic [ピュア・アコースティック] | 1996 |                       |
| LUCY [ルーシー]                          | 1997 | Eastworld             |
| 東京日和                                 | 1997 |                       |
| attraction [アトラクシオン]              | 1999 |                       |
| ensemble [アンサンブル]                  | 2000 | Eastworld             |
| note [ノート]                            | 2002 |                       |
| One Fine Day [ワン・ファイン・デイ]      | 2005 |                       |
| Boucles d'oreilles [ブックル・ドレイユ］ | 2007 |                       |
| UTAU (con Ryuichi Sakamoto)              | 2010 |                       |